# Gone Again
Gone Again es el sexto álbum de la compositora y poetisa estadounidense Patti Smith, lanzado al mercado nel 18 de junio de 1996 por el sello discográfico Arista Records. La producción del álbum fue precedida de la muerte de sus amigos y familiares, Fred "Sonic" Smith (marido), Todd Smith (hermano), Robert Mapplethorpe (amigo) y Kurt Cobain con quien tenía una buena relación. Además de esto, Gone Again contiene la última colaboración de Jeff Buckley, que falleció al año siguiente.
El 13 de mayo de 1999 la revista Rolling Stone incluyó el álbum en su lista de "The Essential Recordings of the '90s" (Los álbumes esenciales de los años 90).

## Lista de canciones
| #  | Título                       | Compositor                      | Duración |
| -- | ---------------------------- | ------------------------------- | -------- |
| 1  | "Gone Again"                 | Fred "Sonic" Smith, Patti Smith | 3:16     |
| 2  | "Beneath the Southern Cross" | Lenny Kaye, Patti Smith         | 4:35     |
| 3  | "About a Boy"                | Patti Smith                     | 8:15     |
| 4  | "My Madrigal"                | Luis Resto, Patti Smith         | 5:09     |
| 5  | "Summer Cannibals"           | Fred Smith, Patti Smith         | 4:10     |
| 6  | "Dead to the World"          | Patti Smith                     | 4:17     |
| 7  | "Wing"                       | Patti Smith                     | 4:53     |
| 8  | "Ravens"                     | Patti Smith                     | 3:56     |
| 9  | "Wicked Messenger"           | Bob Dylan                       | 3:49     |
| 10 | "Fireflies"                  | Oliver Ray, Patti Smith         | 9:33     |
| 11 | "Farewell Reel"              | Patti Smith                     | 3:54     |

## Personal
Banda
- Patti Smith – voz, guitarra
- Lenny Kaye – guitarra, producción
- Jay Dee Daugherty – batería
- Tony Shanahan – bajo
- Oliver Ray – guitarra, silbato, fotografía

Personal adicional
- Angela Skouras – diseño
- Annie Leibovitz – fotografía
- Brian Sperber – guitarra, ingeniero
- César Díaz – guitarra
- Eileen Ivers – violín
- Greg Calbi – masterización
- Hearn Gadbois – percusión
- Jane Scarpantoni – violonchelo
- Jeff Buckley – voz
- John Angello – mezclas
- John Cale – órgano
- Kimberly Smith – mandolina
- Luis Resto – teclados
- Malcolm Burn – producción, Ingeniería, Dulcémele de los Apalaches, guitarra
- Patrick McCarthy – mezclas
- Rick Kiernan – sierra
- Roy Cicala – mezclas
- Tom Verlaine – guitarra
- Whit Smith – guitarra

## Posicionamiento
| Lista (1996)                   | Posición |
| ------------------------------ | -------- |
| Austria                        | 21       |
| Francia                        | 46       |
| Países Bajos                   | 51       |
| Noruega                        | 33       |
| Suecia                         | 18       |
| Suiza                          | 29       |
| Reino Unido (UK Albums Chart)  | 44       |
| Estados Unidos (Billboard 200) | 55       |

## Ediciones
| Fecha               | Discográfica   | Formato | N.º de catálogo |
| ------------------- | -------------- | ------- | --------------- |
| 18 de junio de 1996 | Arista Records | CD      | 18747           |
| 2007                | Sony BMG       | CD      | 37932           |